# Бой у Скиллуры
Бой у Скиллуры — танковый бой, произошедший 15 августа 1974 в ходе турецкого вторжения на Кипр. Самое крупное танковое столкновение в ходе конфликта. Один из двух танковых боёв в ходе конфликта (второй бой был 16 августа между Т-34-85 и M47).

## Предыстория
22 июля турецкая армия вторглась на территорию Кипра. Силы турецкого вторжения поддерживались около 110 танками M47 и 55 M48. Национальная гвардия Кипра (греки-киприоты) имели на вооружении всего 32 танка Т-34-85. Нехватка бронетехники заставила греков использовать буквально каждый захваченный трофей. В результате 1 августа грекам-киприотам удалось захватить у турок один танк M47 и один БТР M113. Обе трофейных машины были доставлены в Скиллуру где у M47 был проведён необходимый ремонт. Турецкие знаки различия были оставлены с целью совершения диверсий.

## Ход боя
15 августа две роты турецких танков M47 при поддержке двух батальонов парашютистов начали наступление на деревню Скиллура. Скиллура оборонялась пятью ротами пехоты и одним единственным трофейным танком и одним трофейным БТР, захваченными ранее.
Экипаж «греческого» танка: командир сержант Константин Дросос, Критарис Андреас, Тунтас Николаос, Апостолу Андреас и Кудунас Андреас. Танк вошел в турецкий строй и слился с противником. Действия «греческого» танка контролировал «греческий» M113 в экипаже которого был только Илархос Хараламбус который также вошел в турецкий строй.
В результате боя греческий танк уничтожил 7 вражеских танков и остановил наступление турок. Ещё один или два турецких танка были уничтожены огнём безоткатных орудий. Герой этого боя, бывший сержант Константин Дросос, был награждён орденом лишь в 2015 году. Сегодня Дросос является деятелем компартии Греции.